# Sheshi Tahir Sinani

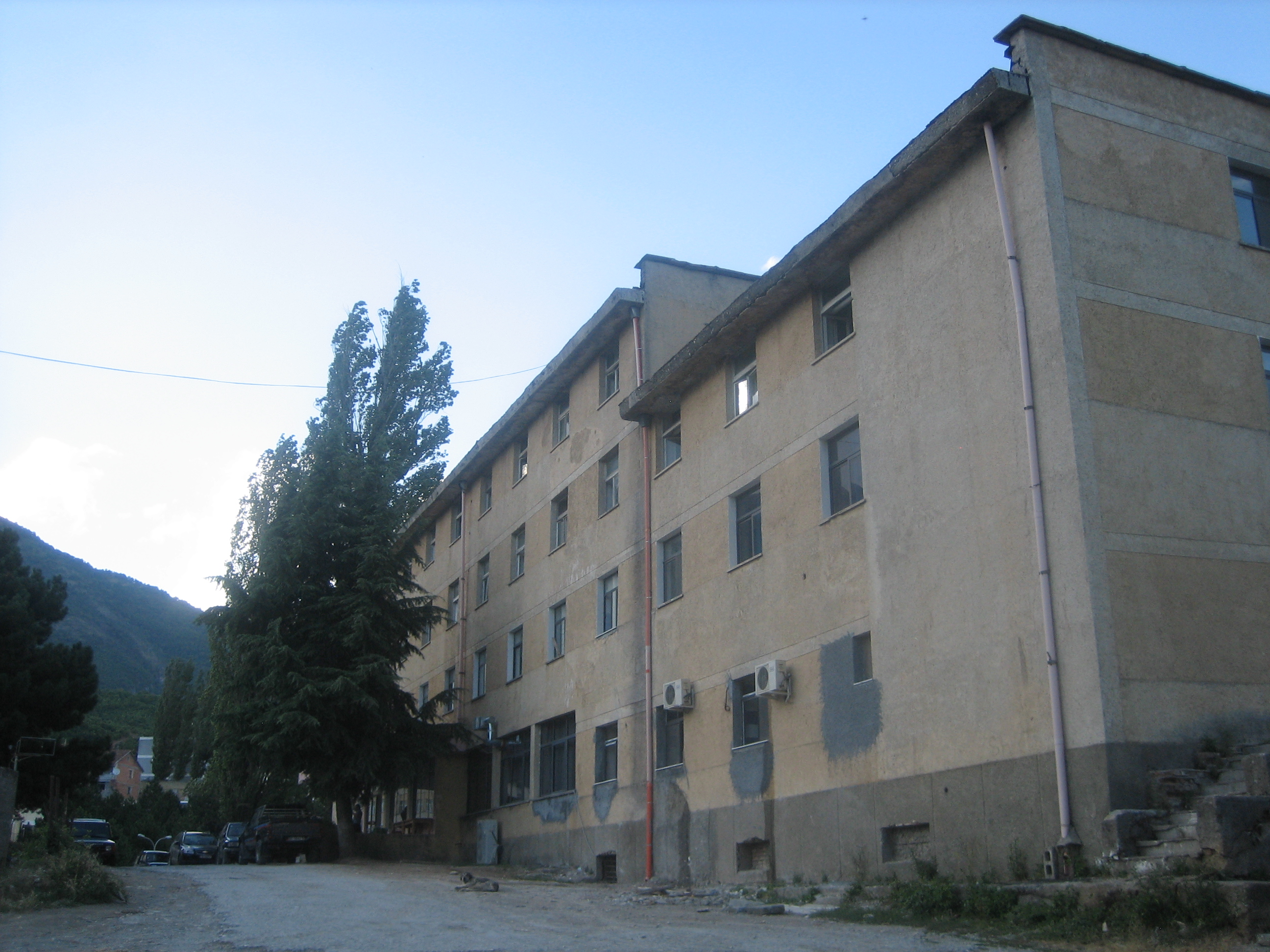
Hotel Albturist Ermal, uit de communistische periode

Sheshi Tahir Sinani ([ʃɛʃi tahiɾ sinani]; 'Tahir Sinaniplein') is een plein in het westen van de Noord-Albanese stad Bajram Curri, de hoofdplaats van het district Tropojë in de prefectuur Kukës. Het plein is het meest westelijke van de drie pleinen die gezamenlijk het stadscentrum vormen.
Sheshi Tahir Sinani ligt net ten zuidwesten van Sheshi Dardania met het Bajram Curri-museum, en in het noordwesten komen de Rruga Jah Salihi en de verbindingsweg met buurdorp Markaj (gemeente Bujan) erop uit. Op het plein bevinden zich het cultuurpaleis van het stadje aan de westzijde, de basketbalarena in het oosten, en een school en het voormalige staatshotel Albturist Ermal in het zuiden. Sheshi Tahir Sinani werd genoemd naar de Albanese militair en martelaar Tahir Sinani, die omkwam tijdens de onrusten in Macedonië in 2001.